# A Severa (Film)
A Severa ist ein portugiesisches Filmdrama des Regisseurs José Leitão de Barros aus dem Jahr 1931. Es war der erste Tonfilm des Portugiesischen Kinos. Die Filmbiografie befasst sich mit dem Leben der Maria Severa und basiert auf dem gleichnamigen Theaterstück von Júlio Dantas, der hier auch weite Teile des Drehbuchs schrieb.

## Handlung
In der Mouraria, einem einfachen Altstadtviertel Lissabons, lebt 1848 die Roma Maria Severa. Die mittellose junge Frau ist für ihren Fadogesang bekannt, mit dem sie ihre Verzweiflung besingt, geht notgedrungen aber auch der Gelegenheitsprostitution nach.
Der Adlige D. João, 13. Graf von Vimioso und Graf von Marialva, ist als Stierkämpfer bekannt und steht zwischen seiner standesgemäßen offiziellen Beziehung und seiner Leidenschaft zu Maria Severa. Maria Severa leidet darunter, bis eine Tuberkuloseerkrankung sie vorzeitig aus dem Leben reißt.

## Produktion und Rezeption

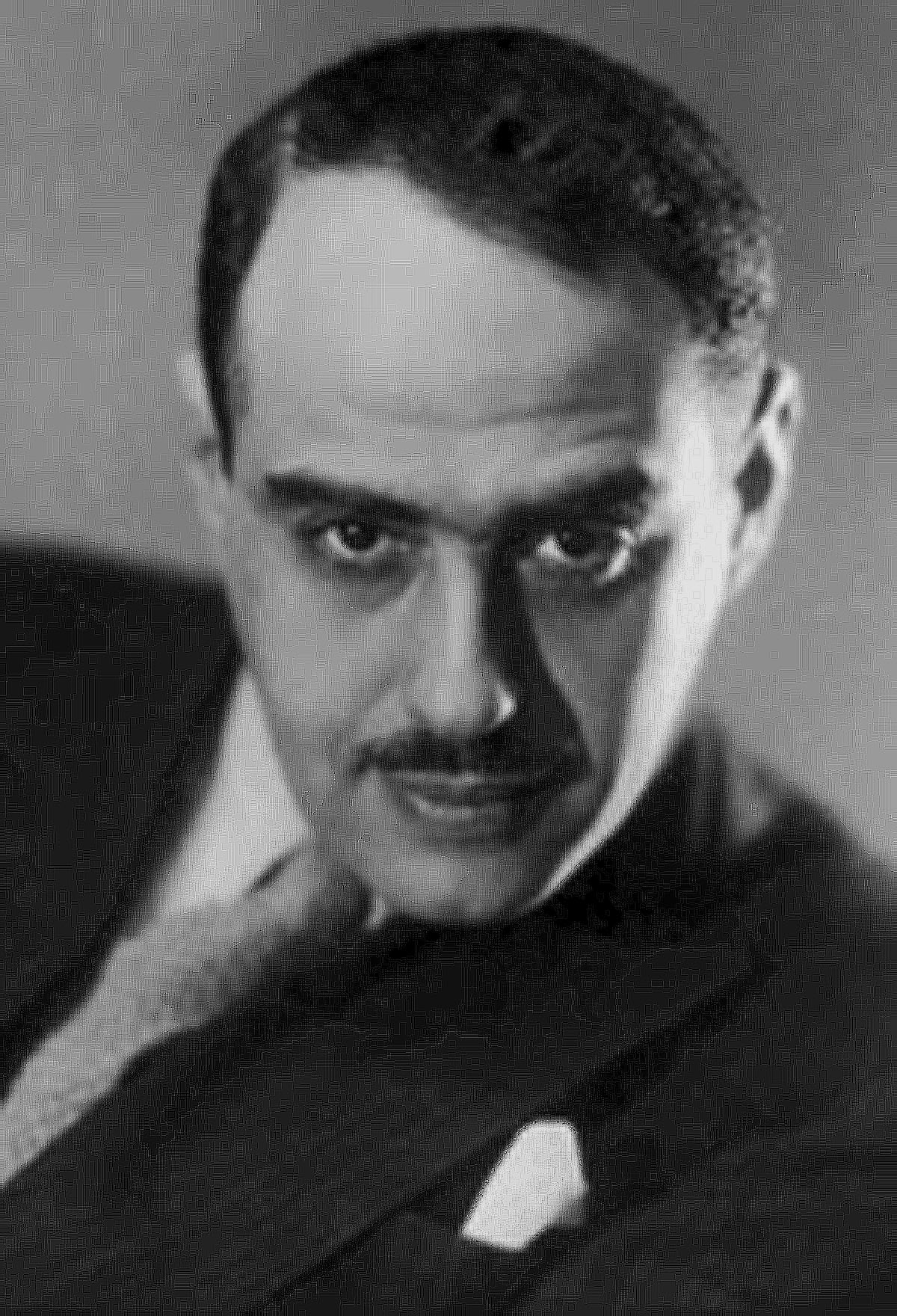
Regisseur Leitão de Barros.

Der wagemutige, filmbegeisterte Leitão de Barros wandte sich hiermit als erster Regisseur in Portugal dem gerade aufgekommenen Tonfilm zu. Die Ankündigung des Regisseurs und der Sociedade Universal de Superfilmes Filmgesellschaft im August 1930, einen ersten „gesprochenen und gesungenen“ Film in Portugal zu produzieren, sorgte für enormes Aufsehen in der Öffentlichkeit des Landes. Das neue Medium war hier gerade erst im Aufbau, so dass der Film zum Teil mit ausländischer Hilfe produziert werden musste, darunter auch René Clair (Mitarbeit bei Drehbuch und Produktion, jedoch nicht im Abspann dokumentiert). Die Außenaufnahmen wurden in Lissabon und Umgebung (insbesondere Palácio da Fronteira und Palácio de Queluz), die Innenaufnahmen jedoch ganz überwiegend in Paris gedreht. Leitão de Barros hatte dabei eine Vielzahl Probleme zu überwinden (ausgefallene Schauspieler, fehlendes technisches Personal, Unterbrechungen in Finanzierung und Produktion). Auch merkt man dem Film noch die Unerfahrenheit aller Beteiligten mit dem Tonfilm an, etwa die für den Stummfilm typisch betonte Mimik der Darsteller, ein weitgehend nicht existenter Hintergrundton, der übermäßige Einsatz von Musik oder auch die wenigen echten Dialogszenen. So ist der Film heute vor allem als zeitgeschichtliches Dokument und für die portugiesische Filmgeschichte von Bedeutung.
Leitão de Barros arbeitete hier mit überwiegend unbekannten Schauspielern, teils sogar Laiendarsteller. So war die Hauptdarstellerin Dina Teresa zuvor eine unbekannte Nebendarstellerin aus dem Umfeld des Teatro Maria Vitória, bevor sie mit A Severa auf einen Schlag berühmt wurde.
Der Film, mit einem damals erstaunlichen Budget von etwa 2 Mio. Escudos (2.000 Contos), feierte am 17. Juni 1931 im Teatro São Luiz Premiere und wurde ein enormer Publikumserfolg. Er lief sechs Monate und wurde auch im Ausland gezeigt. So wurde er auch in Brasilien zu einem großen Kinoerfolg, und eine spanischsprachige Version wurde für Spanien und das übrige Lateinamerika erstellt. Fassungen ohne Dialoge wurden zudem in einer Vielzahl europäischer Länder aufgeführt, im deutschsprachigen Raum in Deutschland und der Schweiz. Für Skeptiker des neuen Tonfilms wurden auch Stummfilmfassungen aufgeführt.
A Severa erschien in den 1990er Jahren bei Imaginação als VHS-Kaufkassette und 2005 bei Lusomundo als DVD.